# Neuenbaum (Wuppertal)
Neuenbaum ist eine Ortslage im Norden der bergischen Großstadt Wuppertal.

## Lage und Beschreibung
Die Ortslage liegt im Norden des Wohnquartiers Uellendahl-Ost im Stadtbezirk Uellendahl-Katernberg auf einer Höhe von 278 m ü. NHN an der Straße Neuenbaumer Weg. 
Benachbarte Orte sind neben Dönberg die Höfe und Ortslagen Am Neuen Sültekop, Am Hartkopfshäuschen, Woltersberg, Adamshäuschen, Langenbruch, Goldene Kothen, Im Siepen, Am Hasenkamp, In der Sonne und das unmittelbar danebenliegende Katzenbruch. Bei Neuenbaum entspringt der Heidacker Bach.

## Etymologie und Geschichte
In der lokalen Mundart wurde der Ort auch als Neuenboom oder auch Em Schoalbüschgen bezeichnet. Letzteres geht auf eine Schule im Ort zurück.
Im 19. Jahrhundert gehörte Neuenbaum zu den Außenortschaften der Bauerschaft und der Kirchengemeinde Dönberg in der Bürgermeisterei Hardenberg, die 1935 in Neviges umbenannt wurde. Damit gehörte es von 1816 bis 1861 zum Kreis Elberfeld und ab 1861 zum alten Kreis Mettmann. 
Der Ort ist auf der Topographischen Aufnahme der Rheinlande von 1824 als Schule beschriftet. Auf der Preußischen Uraufnahme von 1843 ist der Ort als Schulbüschgen eingezeichnet, auf dem Wuppertaler Stadtplan von 1930 ist er mit Neuenbaum beschriftet.
Im Gemeindelexikon für die Provinz Rheinland von 1888 werden für Neuenbaum ein Wohnhaus mit 10 Einwohnern angegeben.
Südlich von Neuenbaum verlief ein Kohlenweg von Sprockhövel nach Elberfeld, auf dem im ausgehenden 18. Jahrhundert und in der ersten Hälfte des 19. Jahrhunderts Steinkohle von den Zechen im südlichen Ruhrgebiet zu den Fabriken im Wuppertal transportiert wurde, das in dieser Zeit das industrielle Herz der Region war. Ein Abzweig nach Dönberg, der heutige Neuenbaumer Weg ist bereits auf der Topographischen Aufnahme der Rheinlande von 1824 eingezeichnet.
Mit der Kommunalreform von 1929 wurde der südliche Teil Dönbergs von Neviges abgespalten und mit weiteren, außerhalb von Dönberg liegenden Nevigeser Ortschaften in die neu gegründete Stadt Wuppertal eingemeindet, so auch Neuenbaum. Nördlich von Neuenbaum verlief bis 1975 die Stadtgrenze zwischen Wuppertal und Neviges, südlich davon bis 1929 die von Neviges zu Elberfeld. Durch die nordrhein-westfälische Gebietsreform kam Neviges mit Beginn des Jahres 1975 zur Stadt Velbert und das restliche Dönberg wurde ebenfalls in Wuppertal eingemeindet. Dadurch verlor Neuenbaum seine Grenzlage.